# تارهوش
تارهوش (به مجاری:  Tarhos) یک منطقهٔ مسکونی در مجارستان است که در ناحیه بکش واقع شده‌است. تارهوش ۵۷٫۴۵ کیلومتر مربع مساحت و ۷۷۳ نفر جمعیت دارد.